# Фальда (облачение)
Фальда (итал. Falda) — особое папское облачение, которое формирует длинный подол, простирающийся ниже края альбы. Когда её носили, подол фальды настолько длинен, что папа римский нуждался в пажах и с передней и с задней части всякий раз, когда он шёл. Её использовали, когда Папа служил мессу.
Эта форма облачения имеет своё происхождение в XV веке и ранее. Фальда первоначально шилась из шёлка кремового цвета и носилась поверх альбы и под казулой или плувиалом. Фальда может использоваться на папских похоронах, где она ниспадала красивыми складками по телу папы римского, когда он стоял. Фальда перестала использоваться со времён понтификата Павла VI, который упростил папское облачение.